# Eddy Lie

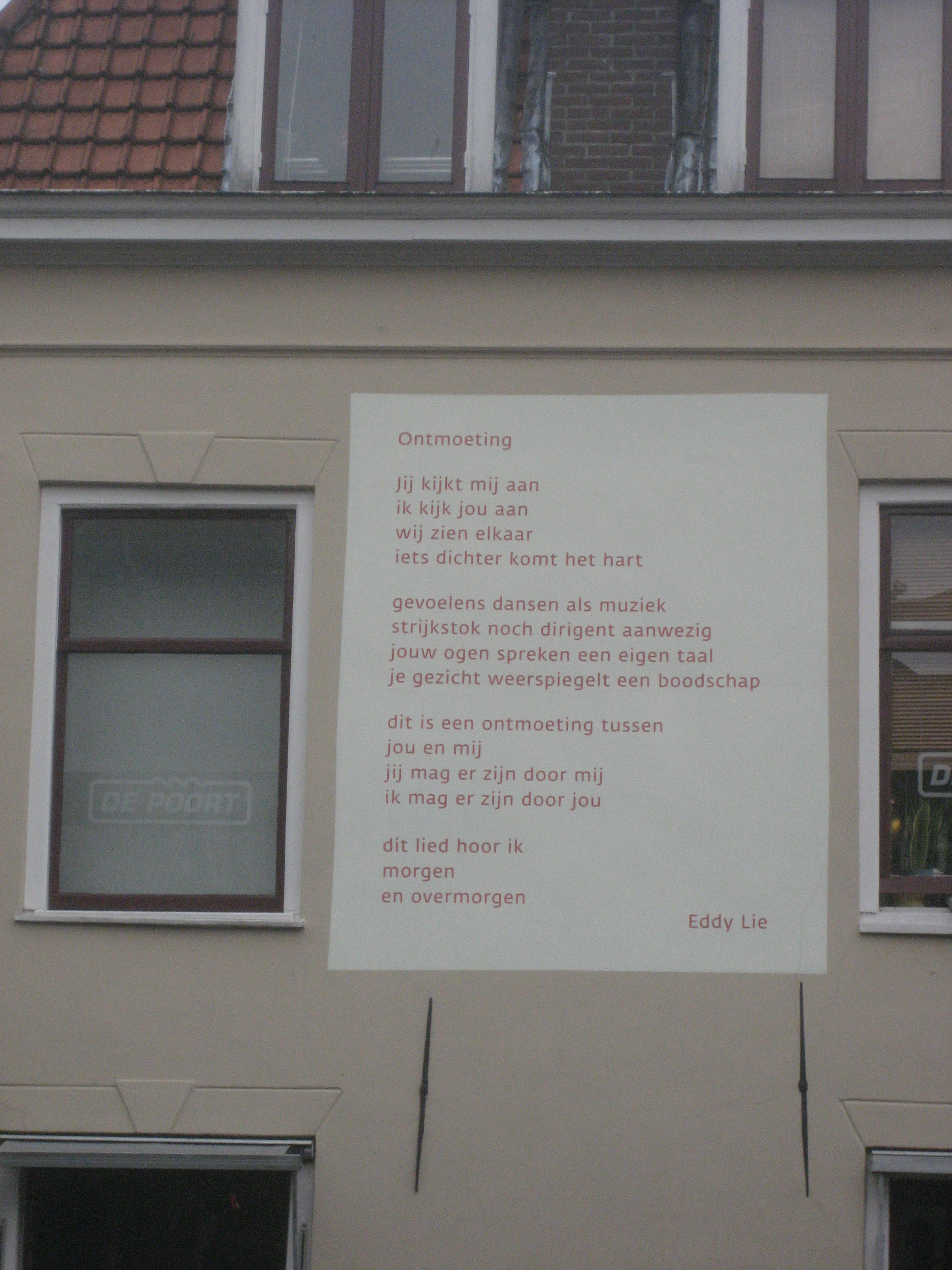
Eddy Lie, Gedicht "Ontmoeting" an einer Außenwand in Utrecht (Foto 2016)

Eddy Lie (* 14. Januar 1946 in Bandung, Niederländisch-Indien) ist ein niederländischer Dichter und Maler indonesischer Abstammung.

## Leben  und Wirken
Lie wurde als Sohn eines Chinesen und einer Inderin in Bandung geboren, das damals noch in einer Kolonie der Niederlande lag, die erst 1949 die volle Unabhängigkeit erhielt.
Mit seinen Eltern floh er aus politischen Gründen 1957 in die Niederlande, wo er seitdem lebt und wirkt, vor allem in Utrecht.
Es folgte ein Studium der Kommunikationswissenschaften und der Theologie.
Eddy Lie ist in den gesamten Niederlanden durch unzählige Lesungen sogar im Radio bekannt geworden und gilt als wichtiges Mitglied der indonesischen Gemeinschaft in den Niederlanden, er setzt sich für die Verständigung von Indonesiern und Niederländern ein, das brachte ihm 2012 den königlichen Orden von Oranje-Nassau ein.
In seiner Lyrik behandelt er die Themen Christentum und Völkerverständigung; 2013 wurde das Gedicht Ontmoeting (Treffen) in Utrecht feierlich öffentlich in Anwesenheit des Oberbürgermeisters Aleid Wolfsen an die Wand eines Restaurants geschrieben und ist somit Kunst (Literatur) im öffentlichen Raum. Auch ist er als Prosaautor und Maler tätig.
Er ist Mitglied einer Utrechter Schriftstellervereinigung.

## Werk (Auswahl)
- De wassende regenboog (Der wachsende Regenbogen), 2000, Lyrik.
- Twee werelden in een ziel (Zwei Welten in einer Seele), 2005, Lyrik.
- Ontmoeting van verschillende culturen (Unterschiedliche Kulturen kennenlernen), 2007, Lyrik.
- De aanpassing - Over integratie en het leven in twee culturen (Die Anpassung - Über das Leben in zwei Kulturen), Roman, 2009.